# Saccharification
La saccharification est un processus biochimique qui consiste à transformer des sucres complexes comme la cellulose ou l'amidon, en sucres plus simples tels le fructose ou le glucose. Il s'agit généralement d'un processus enzymatique.
Les enzymes peuvent être présentes dans le produit de base comme dans le cas du malt, produites par des levures ou d'autres champignons microscopiques, ou apportées directement pour déclencher la réaction.
En brasserie c'est une autolyse consistant en la transformation des sucres du malt dans de l'eau chauffée afin d'activer les enzymes, principalement l'amylase.